# Federico III de Austria
Federico III de Austria (31 de marzo de 1347 - 10 de diciembre de 1362) fue el segundo hijo del duque Alberto II de Austria y hermano menor del duque Rodolfo IV. Nació y murió en Viena, donde está enterrado en la Cripta Ducal.

## Biografía
Federico III nació en Viena, siendo el segundo hijo del duque Alberto II de Austria y su esposa Juana de Ferrette. Aunque su padre había determinado que el hijo mayor tenía que ser el único sucesor, a la muerte del padre el 1358 subió al trono Rodolfo IV, pero decidió gobernar con su hermano Federico III, cosa que no fue efectiva, puesto que murió en 1362 con sólo 15 años, soltero y sin hijos. Así Rodolfo IV fue duque en solitario hasta su muerte (1365).